# Allegoria di novembre
Allegoria di novembre (in origine Riflessi, anche riportato :riflessi) è un romanzo di stile liberty scritto da Aldo Palazzeschi e pubblicato nel 1908 da un editore fittizio, Cesare Blanc (che era il nome del gatto dello scrittore). Esso è la prima opera in prosa dello scrittore fiorentino agli esordi della sua carriera letteraria. Palazzeschi ordinò al tipografo Lorenzo Franceschini 500 copie del volume, per una spesa complessiva di stampa pari a 435 lire.
È stato successivamente raccolto nel 1943 nell'antologia Romanzi straordinari insieme ad altri suoi due ben noti romanzi, Il codice di Perelà e La piramide.

## Trama
La vicenda del romanzo ruota attorno alla figura del principe ventinovenne Valentino Core (secondo alcuni critici un cognome che fa riferimento al cuore) o Kore (e in questo alcuni vi hanno visto un riferimento al greco κόρη, kóre, ossia "fanciulla").

### Parte prima
Nella prima parte il romanzo è narrato da Valentino, in forma epistolare. Egli, dopo essersi separato dal suo amico e amante, un inglese di nome John Mare, fa ritorno alla villa di Bemualda (dopo 15 anni dalla sua chiusura). Nella magione si rinchiude in una stanza e scrive quotidianamente una lettera al suo amico inglese, per poi spedirla a notte fonda, quando nessuno può vederlo. Nelle lettere Valentino racconta dei suoi stati d'animo, di cosa lo turba, che cosa ha scoperto... In particolare, nelle sue prime lettere accenna ripetutamente a un misterioso piano da portare a termine.
Oltre al principe, nella villa risiedono due vecchie custodi, madre e figlia, entrambe ultrasessantenni, tuttavia descritte in vesti ambigue. Inizialmente, Valentino vorrebbe avvicinarsi loro per apprendere qualcos'altro circa il suo passato, ma non riesce a parlargli, né tantomeno le due anziane governanti tentano di instaurare un dialogo. Col passar del tempo, il bussare alla porta, che gli segnala, in modo freddo e impersonale, l'orario del pasto, diventa l'unico contatto che si instaura tra loro. Il giovane si domanda se "i tre colpi di quelle ossa dati sul legno secco della porta come sul legno di una bara" siano il suo unico legame con l'umanità. Sicché arriverà a pensare che esse lo temano, giungendo persino a odiarle e a esserne a sua volta intimorito. Le descriverà con caratteristiche macabre: con sembianze animalesche ("occhi di rettile", "faccia verde", "occhi di tartaruga", "pelle di tarantola") o addirittura non umane (un viso di cera che "non ha il minimo senso del sangue o il più vago ricordo della carne", "labbra [...] livide come quelle della morte" ecc.). Alla fine non vuol più sforzarsi di parlare con loro e preferisce che siano gli oggetti della villa a raccontargli il passato della tenuta. Nonostante un'iniziale paura da brivido, Valentino comincia l'esplorazione delle stanze chiuse della magione. Entrando nella stanza della musica, vi trova tutto "in disordine come dopo un'audizione interrotta. Nel fondo, sopra una pedana, il pianoforte a coda su cui un violino è posato in fretta, l'arco gli è accanto gettato senza cura". Giorni dopo il giovane s'avventura nella "sala dei giuochi" e in quella "rossa del fuoco e del sangue", in cui rimane ad osservare estasiato il ritratto di una donna bellissima, a lui ben nota. Dopo 4 giorni di digiuno, comincia ad avere visioni di questa bellissima donna, e si convince di aver finalmente (ri)trovato l'oggetto del suo amore. Vedendola, come per un incantesimo, distesa sul letto la contemplerà come fosse una dea.
Nella seconda metà del mese, Valentino diventa sempre più visionario e paranoico. Non solo tre pagliai sarebbero dei "cospiratori" e una delle governanti avrebbe "un'aria di sfida", ma, in uno stato febbrile, gli sembra che persino l'orologio, con il suo riprendere a ticchettare, si stia beffando e vendicando di lui. Infine, negli ultimi giorni di novembre, il principe sembra aver raggiunto uno stato irriconoscibile, a tratti estatico. Giunto alla stremo delle forze, non ha più neanche la forza d'irritarsi al vociare delle raccoglitrici d'olive. 
Nelle ultime lettere che scrive a Johnny, curiosamente, non vi è alcuna parola di affetto nei suoi confronti, per cui il giovane amico inglese del principe diviene un mero destinatario delle sue confidenze diaristiche. Da un lato, a ragione della morte "purgata dalla sensualità" vagheggiata nella prima lettera e dall'altro fatto che Valentino è concentrato esclusivamente su una fantomatica "grande festa" e pare non gli interessi altro. Egli è talmente elettrizzato dai preparativi che gli tremano le gambe. 
Queste sono le ultime tracce di sé che lascia a Johnny: "...impaziente fino allo spasimo, sereno e bello, non ho nemmeno il tempo di guardarmi, e non mi è più necessario un vecchio specchio polveroso: al diavolo anche lo specchio! Sono sicuro della mia bellezza. Addio."
Quindi, mette in atto quello che aveva preannunciato in una lettera del 15 novembre, quando avvertì un forte desiderio di: "illuminare tutto, viticci e lumiere, i lumi sopra le mensole e le tavole, non lasciare spenta una sola candela. Da lontano si vedrebbe e si saprebbe che la villa dopo tanto tempo è abitata un'altra volta, e che si vive come allora, quando la sera se ne spiava il bagliore da lontano per averne un "riflesso", e se ne parlava come del mondo di una favola".

### Parte seconda
Nella seconda parte appaiono diverse voci narranti. Sono fonti discordanti (come ad esempio telegrammi, comunicati stampa, ecc.) che annunciano versioni le quali si differenziano l'una dall'altra riguardanti la vicenda, disorientando i lettori. Dapprincipio il suicidio di Valentino Core è annunciato in diverse varianti (colpo di pistola al cuore, alla tempia, asfissia e altro), poi smentito (il cadavere non è mai stato rinvenuto e si pensa a una possibile fuga) e, infine, ridicolizzato (mediante l'ipotesi che egli si fosse ricongiunto con la madre in un monastero spagnolo). 
Ciononostante emerge anche qualcosa di veritiero. I giochi, il ballo e il concerto avvenuti 15 anni prima erano stati bruscamente interrotti dal suicidio della principessa Maria Teresa, nubile ventinovenne, madre di Valentino. Si tolse la vita con un colpo di pistola, l'ultima sera di maggio, nel suo letto cosparso di rose rosse. Chiaramente, era la stessa donna del ritratto e delle visioni di Valentino. La sua stanza, l'unica nella quale il giovane non ebbe la forza di avventurarvisi, era stata infatti immaginata come "il trono di una divinità della bellezza, il trono di una Dea" (lettera del 12/11).
"Il Principe Valentino Core aveva ora giusti ventinove anni. Era un giovine di rara bellezza, dalla figura imponente e nobilissima, fuggeva il mondo e i suoi rumori e amava circondarsi di pochi intellettuali. Fu visto talvolta in certe chiese remote. Un'espressione pensosa di nobiltà e malinconia". Il vero mistero che riguarda la sparizione di Valentino rimarrà comunque celato. Spetta ai lettori decifrarlo.

## Edizioni
- Aldo Palazzeschi, Riflessi, 1ª ed., Firenze, 1908, SBN CFI0503747.
- Aldo Palazzeschi, Romanzi straordinari (1907-1914), 3ª ed., Firenze, Vallecchi, 1943, SBN RAV0228280.
- Aldo Palazzeschi, Riflessi, con Il romanzo decadente di Luciano De Maria, Milano, SE, 1990, ISBN 88-7710-173-3.
- Aldo Palazzeschi, Tutti i romanzi, a cura di Gino Tellini, con un saggio di Luigi Baldacci, vol. 1, 2ª ed., Milano, Mondadori, 2005,  pp. 7-130, ISBN 88-04-52374-3, SBN LI30007139.
- (FR) Aldo Palazzeschi, Allegorie de novembre, traduzione di Danielle Appolonio, Parigi, Gallimard, 1992, ISBN 2-07-072570-7.